# Bogusław III
Bogusław III (ur. ?, zm. 1223) – domniemany książę z dynastii Gryfitów, panujący w księstwie sławieńskim. Według E. Lubinusa – syn Bogusława II, księcia pomorskiego i szczecińskiego oraz Mirosławy, córki Mściwoja I, księcia/namiestnika gdańskiego i Swinisławy.

## Życie
Według Genealogii stargardzkiej z XIV wieku był synem Bogusława II i starszym bratem Barnima I, zmarłym w 1223. Datę zgonu i pokrewieństwo potwierdził Kantzow dodając, że miał być pochowany w kościele św. Jakuba w Szczecinie.
Istnienie Bogusława III, tak samo jak całej linii Gryfitów mającej panować w Sławnie jest dyskusyjne. Informacja o enigmatycznym Bogusławie ze Sławna pojawia się także w dokumencie z 1200 (data sporna) nadającym joannitom wsie Scarnino i Cosmacevo. Bogusława panującego na „Pomorzu Dolnym” (czyli Środkowym) w okresie datowanym na lata 1177–1187 wymieniają także Wincenty Kadłubek i Kronika wielkopolska.
Według części historyków hipotetyczny Bogusław III ze Sławna jest w rzeczywistości tożsamy z Bogusławem I lub Bogusławem II. W literaturze przedmiotu można spotkać również informacje o pochodzeniu Bogusława, który był potomkiem Racibora I i Przybysławy, zapewne córki Jarosława Świętopełkowica, księcia Włodzimierza (linia Raciborowiców), zmarłym bezpotomnie, bądź posiadającym potomstwo, tj. dwoje dzieci – Racibora II oraz Swinisławę.
W historiografii istnieje również pogląd, że Bogusław jest osobą fikcyjną i został wymyślony przez T. Kantzowa, pomorskiego kronikarza.

## Genealogia
Według hipotezy E. Lubinusa oraz E. Rymara
| Bogusław I ur. najp. 1127 zm. 18 III 1187 | Bogusław I ur. najp. 1127 zm. 18 III 1187 |                                                                |                                                                | Anastazja Mieszkówna ur. prawd. 1164 zm. po 31 V 1240 | Anastazja Mieszkówna ur. prawd. 1164 zm. po 31 V 1240 |  |  | Mściwój I gdański ur. ? zm. w okr. 1213–1215 | Mściwój I gdański ur. ? zm. w okr. 1213–1215 |                                                       |                                                       | Swinisława ur. ? zm. p. 4 IX 1230 | Swinisława ur. ? zm. p. 4 IX 1230 |
|                                           |                                           |                                                                |                                                                |                                                       |                                                       |  |  |                                              |                                              |                                                       |                                                       |                                   |                                   |
|                                           |                                           |                                                                |                                                                |                                                       |                                                       |  |  |                                              |                                              |                                                       |                                                       |                                   |                                   |
|                                           |                                           | Bogusław II ur. w okr. 1178–1184 zm. 23 lub 24 I 1220 lub 1221 | Bogusław II ur. w okr. 1178–1184 zm. 23 lub 24 I 1220 lub 1221 |                                                       |                                                       |  |  |                                              |                                              | Mirosława ur. w okr. 1190–1195 zm. p. przed 2 II 1237 | Mirosława ur. w okr. 1190–1195 zm. p. przed 2 II 1237 |                                   |                                   |
|                                           |                                           |                                                                |                                                                |                                                       |                                                       |  |  |                                              |                                              |                                                       |                                                       |                                   |                                   |
|                                           |                                           |                                                                |                                                                |                                                       |                                                       |  |  |                                              |                                              |                                                       |                                                       |                                   |                                   |
|                                           |                                           |                                                                |                                                                |                                                       |                                                       |  |  |                                              |                                              |                                                       |                                                       |                                   |                                   |

|  |  |  |  | Bogusław III (ur. ?, zm. 1223) |

### Opracowania
- Edward Rymar, Rodowód książąt pomorskich, Szczecin: Książnica Pomorska im. Stanisława Staszica, 2005, ISBN 83-87879-50-9, OCLC 69296056. Brak numerów stron w książce
- Szymański J.W., Książęcy ród Gryfitów, Goleniów – Kielce 2006, ISBN 83-7273-224-8.

### Literatura dodatkowa (online)
- Madsen U., Bogislaw (?) Herzog von Schlawe-Stolp (niem.), [dostęp 2012-02-24].